# Sõpruse puiestee
Le boulevard de l'Amitié (en estonien : Sõpruse puiestee) est une rue Tallinn en Estonie.

## Présentation
Le boulevard Sõpruses traverse les arrondissements Kristiine et Mustamäe. La rue commence à l'intersection d'Endla tänav et de Tulika tänav, elle traverse Lilleküla en direction du sud-ouest, sépare les quartiers Sääse et Siili, traverse les quartiers Mustamäe VI et IX, V et VIII et III et VII et se termine au sud-ouest a son intersection de Ehitajate tee.
Elle est prolongée par Akadeemia tee.

## Lieux et monuments de la rue

### Institutions
- Sõpruse pst. 4A - Centre de jeunesse de Kristiine[2] ;
- Sõpruse pst. 5 — Centre de jour pour retraités et Maison sociale de Kristiine[3] ;
- Sõpruse pst. 5 – Centre de l'enfance et de la famille[4] ;
- Sõpruse pst. 161 - Maison des sports de Kristiine[5] ;
- Sõpruse pst. 182/184 - Centre de formation professionnelle de Tallinn (et)[6] ;
- Sõpruse pst. 186B - Bibliothèque de Sääse (et) ;
- Sõpruse pst. 187 - Lycée technique de Tallinn (et)[7] ;
- Sõpruse pst. 234 - Jardin d'enfants Kikas[8] ;
- Sõpruse pst. 248 - Refuge pour nourrissons et enfants handicapés[9],

### Commerces
- Sõpruse pst. 153 - Magasin Lidl ;
- Sõpruse pst. 171 - Magasin Maxima X ;
- Sõpruse pst. 174 - Hypermarché Sõpruse Rimi ;
- Sõpruse pst. 201 - Centre commercial Magistral. ;
- Sõpruse pst. 249 - Magasin Coop Konsum.

## Transports
Les lignes de bus n° 10, 11, 13, 20, 20A, 24, 28, 67 ja 72  empruntent la rue.

## Galerie

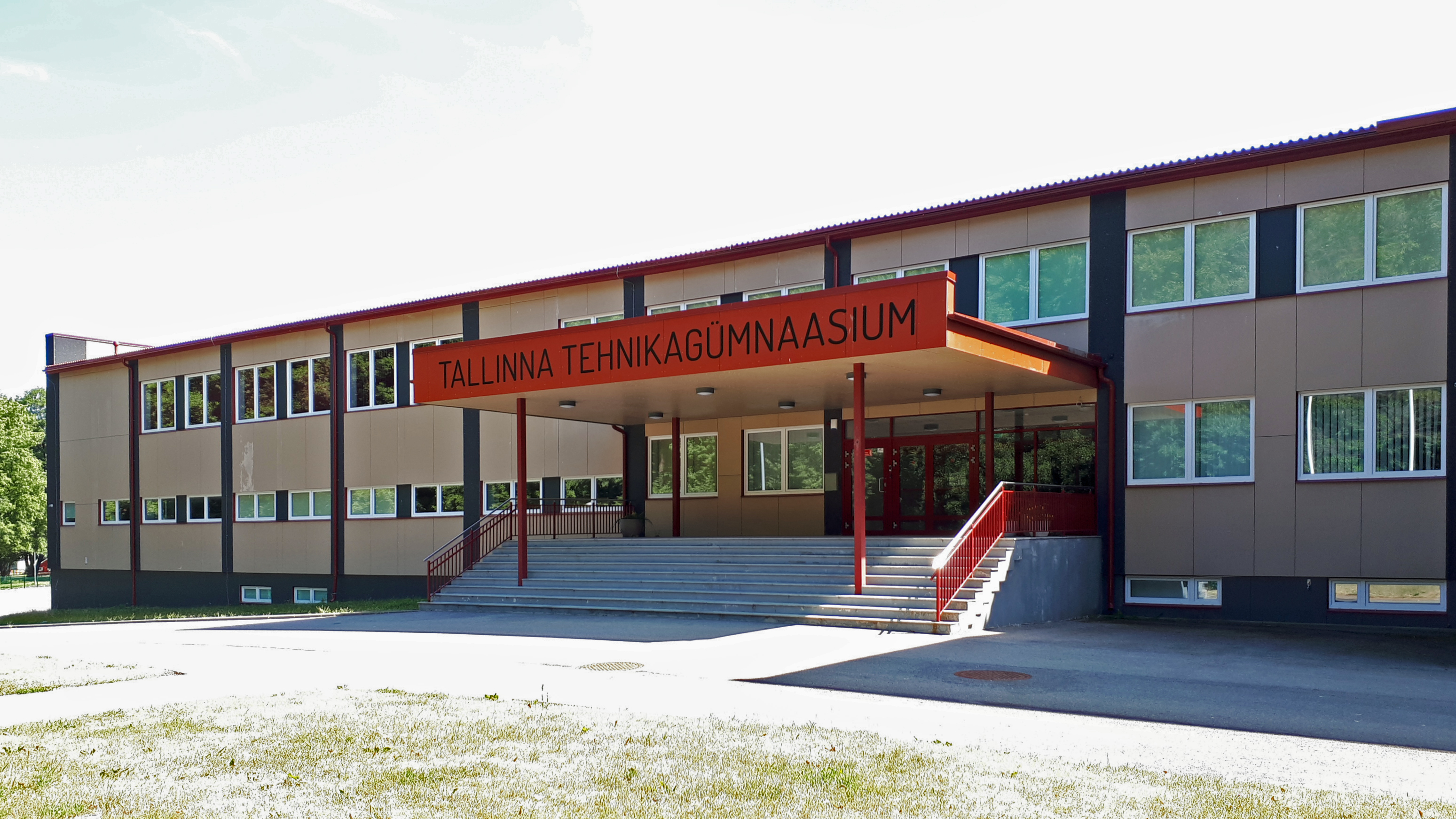
Lycée technique de Tallinn.
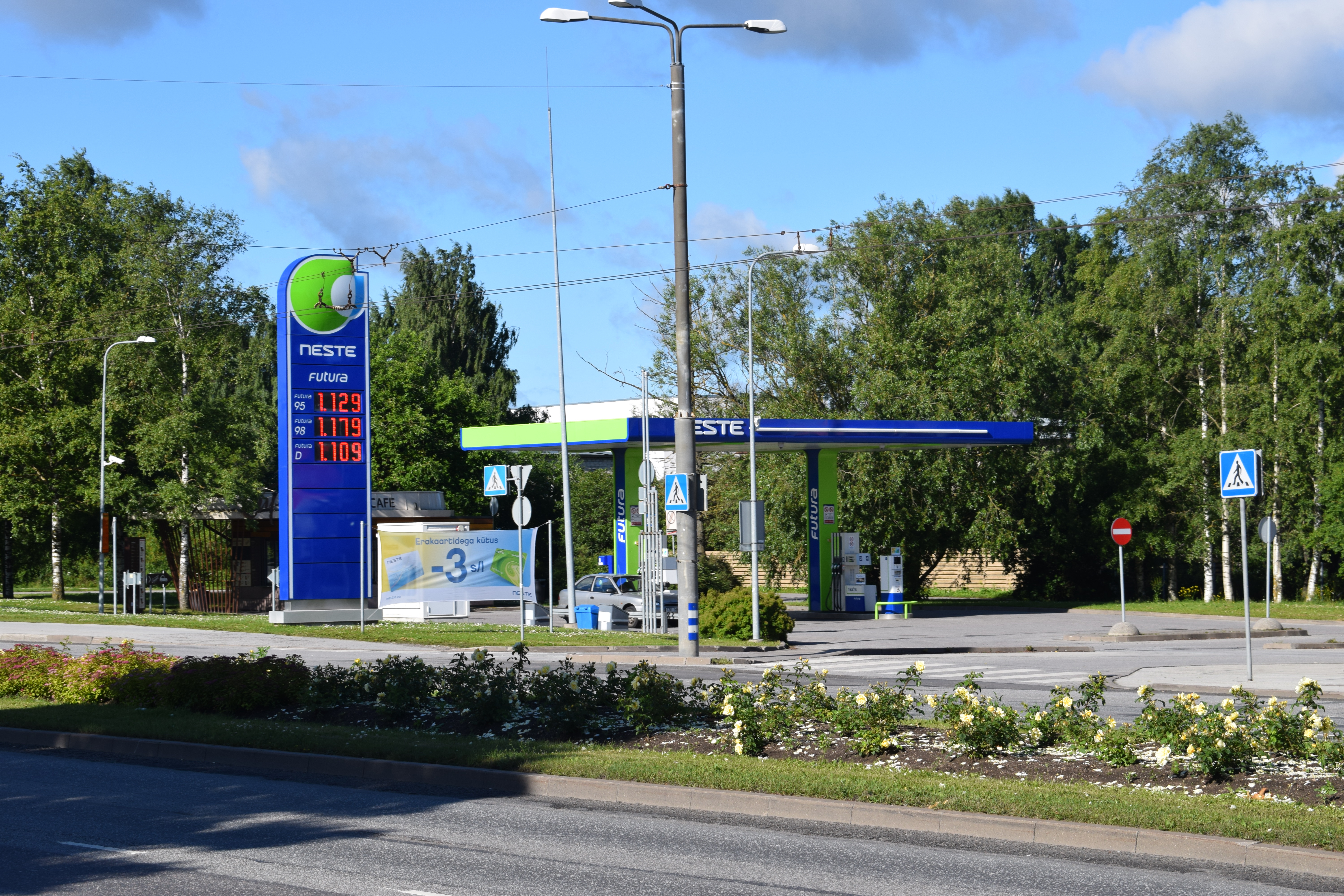
Sõpruse puiestee 178.

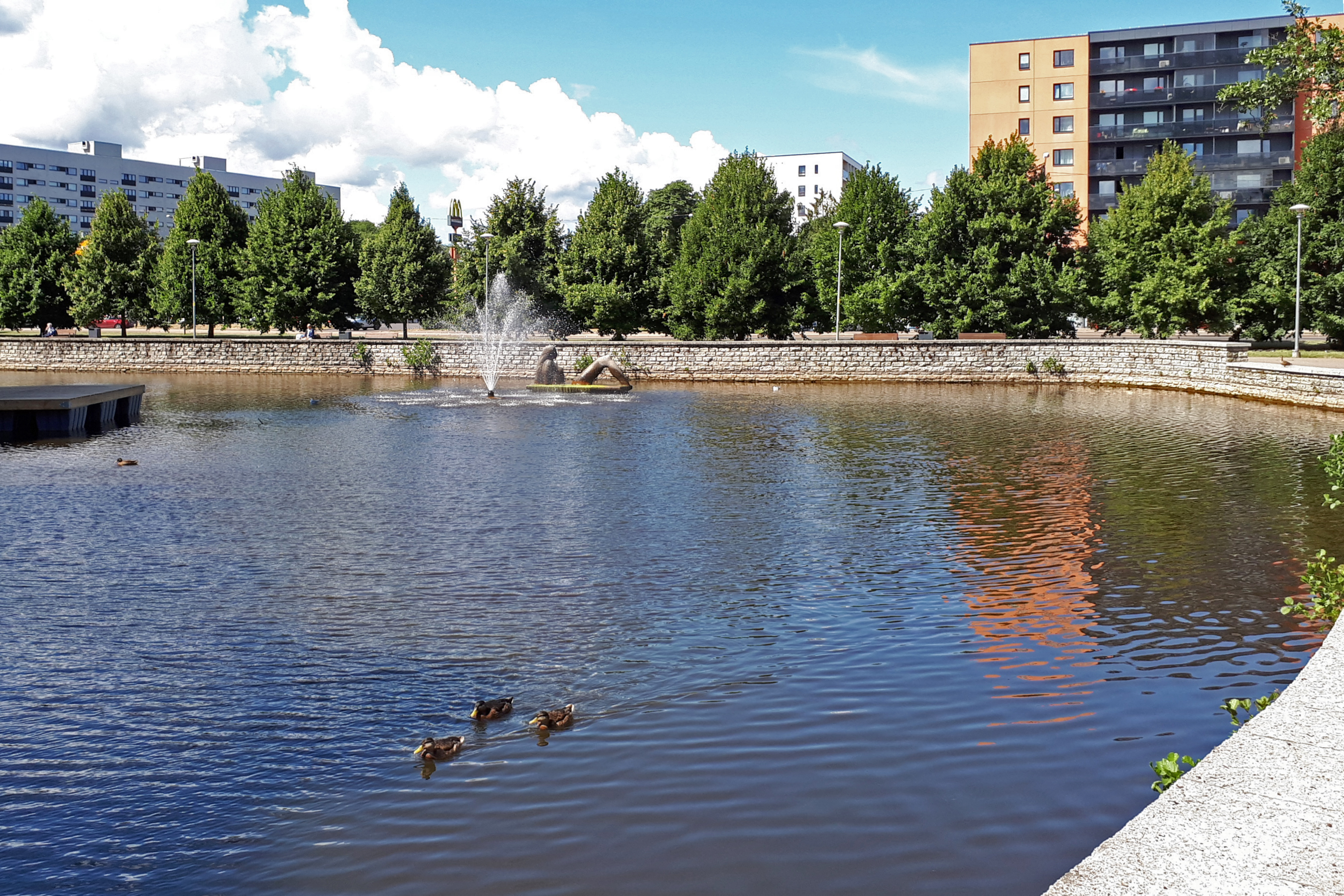
Étang du parc Parditiigi.
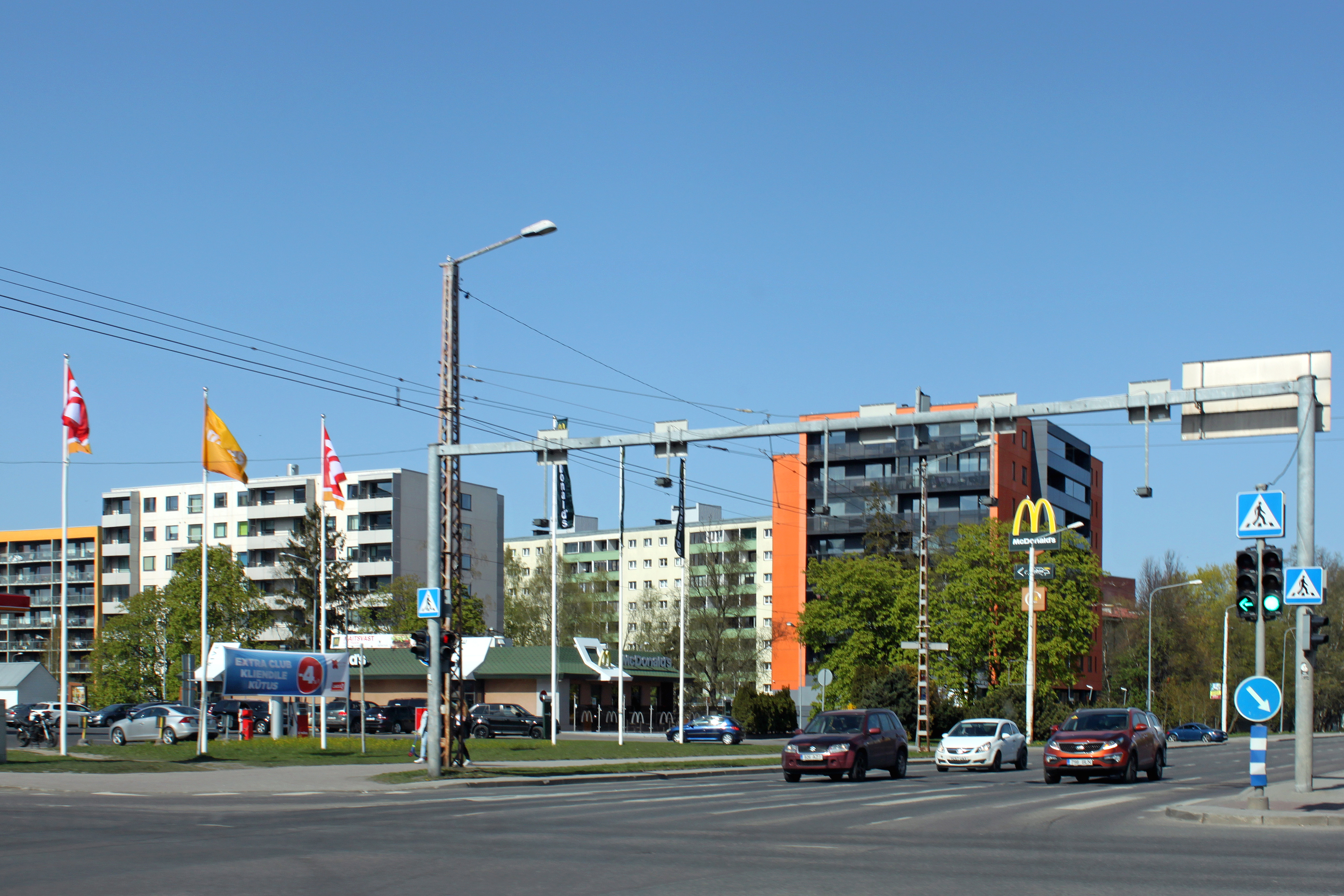
Intersection du boulevard Sõpruse et de la rue Tammsaare
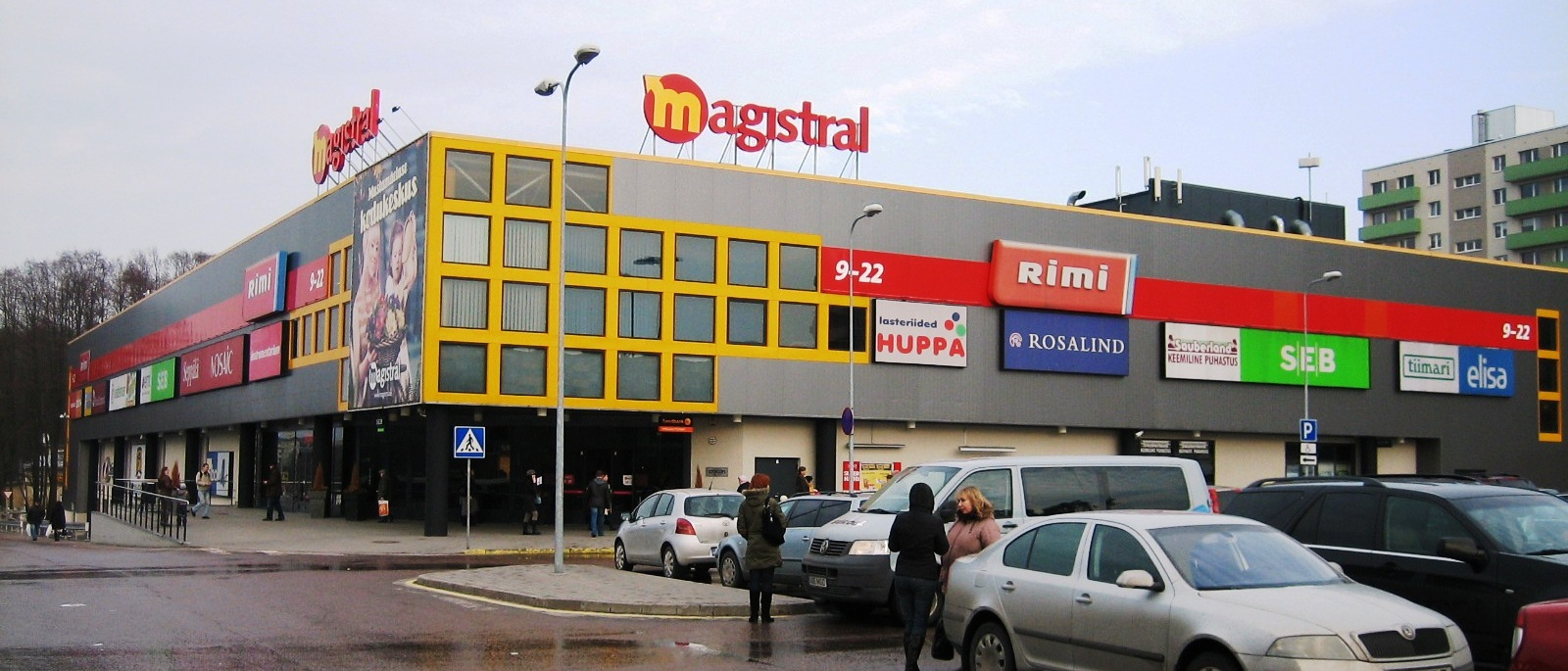
Centre commercial Magistral.

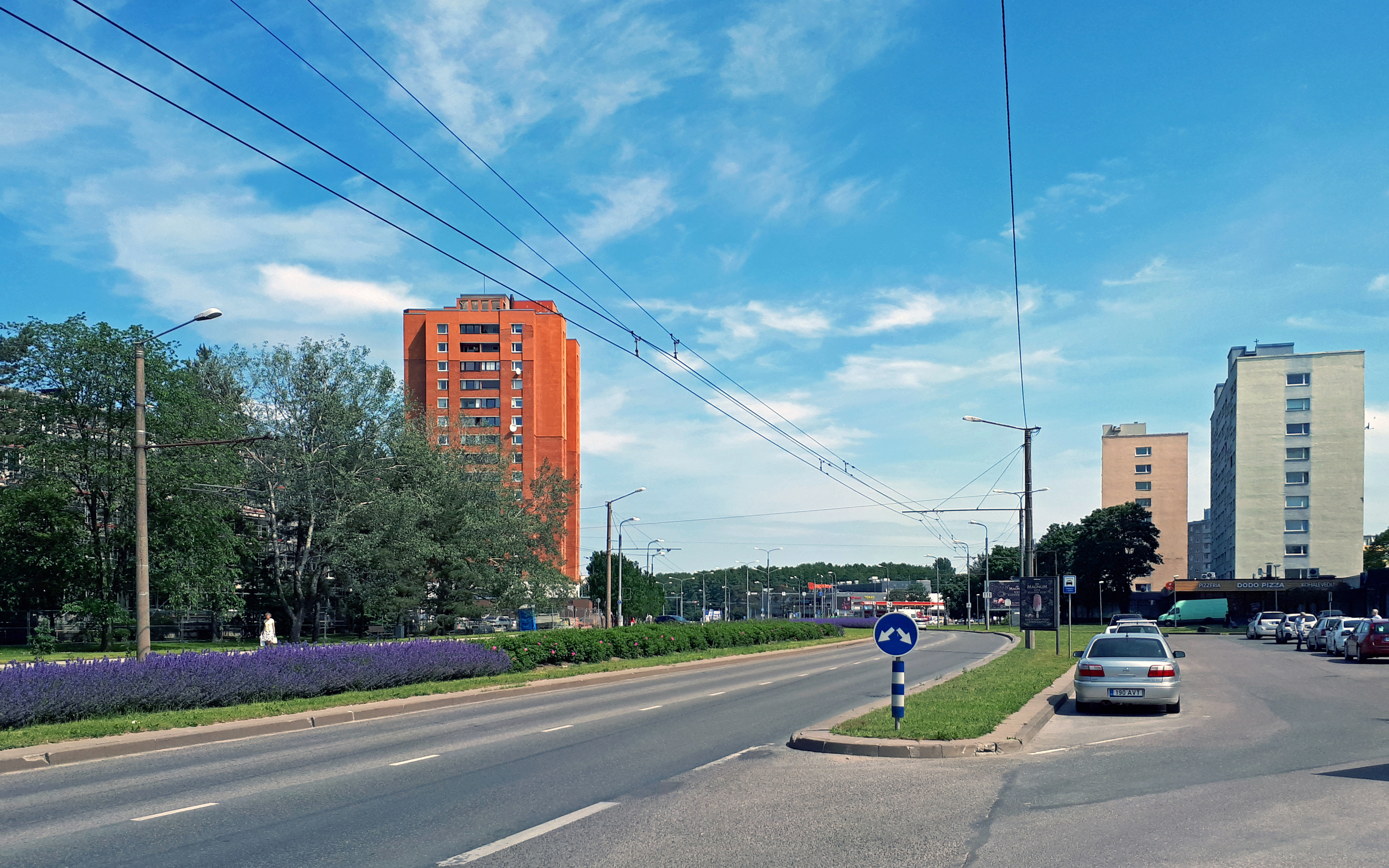
Sõpruse tee 222, 209, 211.
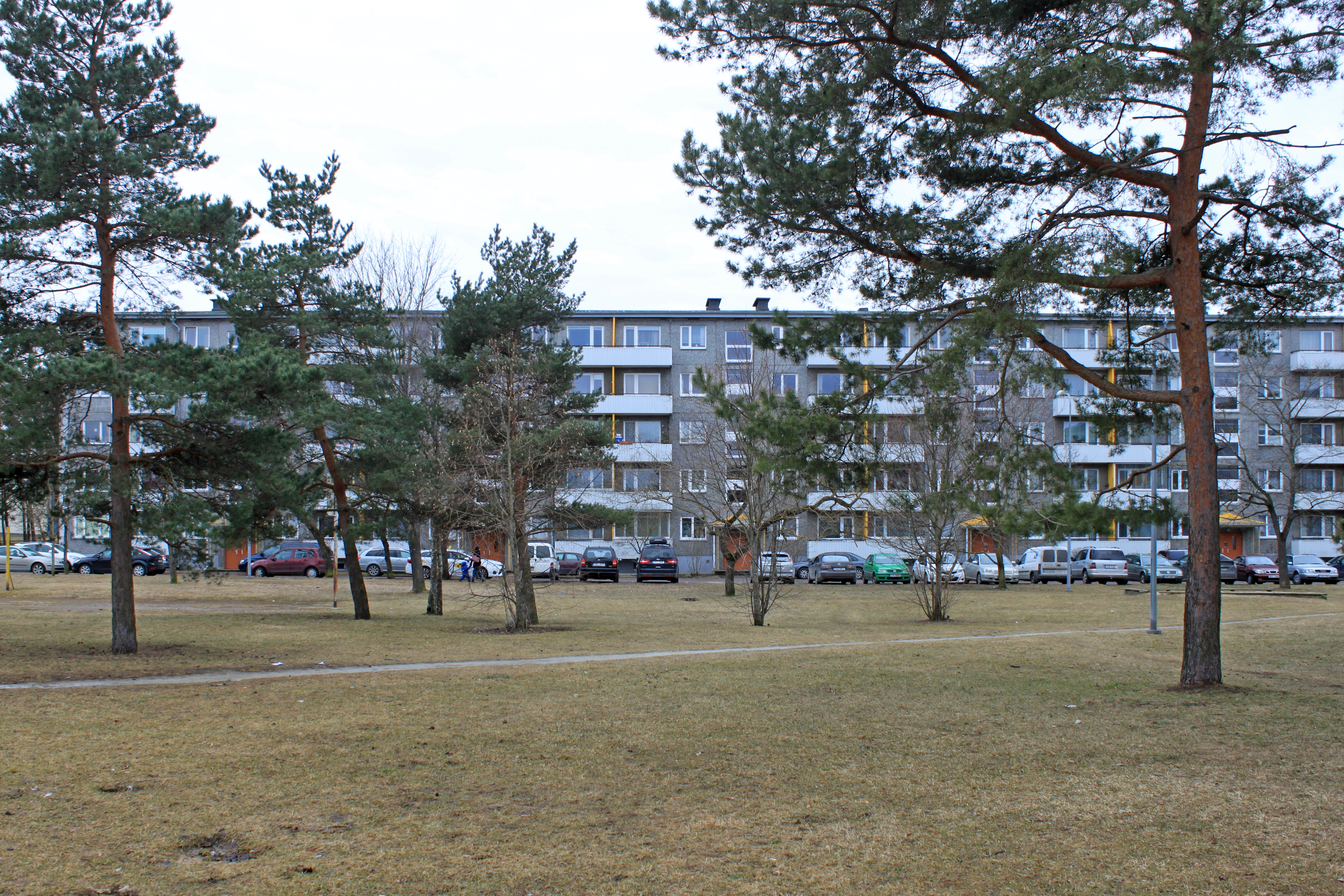
Sõpruse tee 235.
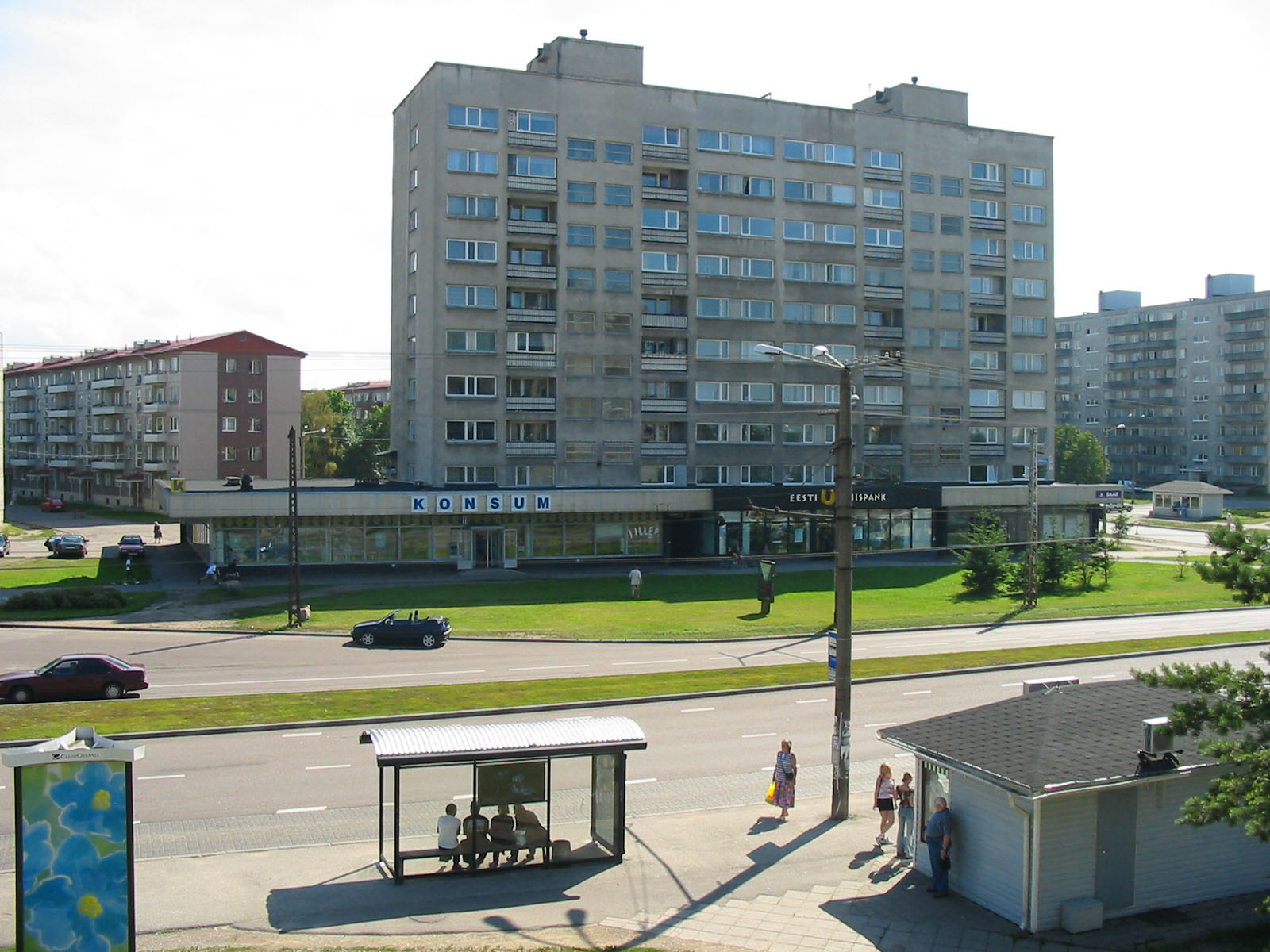
Sõpruse tee 249.